# The Glass Inferno
The Glass Inferno es una novela de 1974 de Thomas N. Scortia y Frank M. Robinson. Es uno de los dos libros que se utilizó para crear la película The Towering Inferno, el otro es La torre.

## Ficha técnica
- Autor:Thomas N. Scortia y Frank M. Robinson
- País: Estados Unidos
- Idioma: Inglés
- Género (s): Ficción
- Editorial: Zebra (1982)
- Fecha de publicación	 1974
- Tipo de medio: Rústica
- ISBN 0890839840
- ISBN 978-0890839843

## Sinopsis
La historia se refiere a los acontecimientos durante la ceremonia de inauguración de un nuevo edificio alto (de 66 pisos de altura) en una ciudad sin nombre en los Estados Unidos. Una combinación de un rascacielos construido al mínimo el cumplimiento de las reglas de seguridad, combinada con el recorte de gastos en el sistema eléctrico para ahorrar dinero en la construcción, conduce a un desastre.
Craig Barton, el arquitecto del edificio, se reúne para cenar con el propietario del edificio, Wyndom Leroux en el Salón Promenade del edificio.
Durante la cena Barton Leroux pregunta con respecto a las especificaciones de la construcción y si se habla sobre las alteraciones sufridas desde su origen, el motivo por el que han sido alterados y que las consecuencias de esto puede traer. 
Después de la cena se alerta que hay un incendio en una de las habitaciones del edificio de almacenamiento en el piso 17.
Barton es enviado por Leroux para ayudar a las operaciones de extinción de incendios, mientras que su esposa, Jenny, sigue siendo en la cena con Leroux y su esposa Thelma.
El propietario de una pequeña tienda de muebles para el hogar , al borde de la quiebra, decide quemar su negocio para cobrar los seguros. Trata de hacerlo, pero se da cuenta de lo que le hará a su socio de negocios y amante, Larry. Él apaga el fuego, pero se da cuenta de que ahora esta ruinas, porque lo que ha hecho. A continuación, descubre que es olor de humo que no es del fuego trató de establecer, pero es de un verdadero fuego, no guarda relación con el suyo, que se ha producido en el edificio.
Una parte de la historia trata de un reportero de televisión llamado Quantrell, quien, manipulando a un antiguo empleado disgustado del contratista, consigue que le de copias de los documentos relativos a la construcción del edificio. En un capítulo del libro , Quantrell utiliza su programa de televisión para señalar la forma en que el edificio fue diseñado en violación de los códigos de construcción locales en el momento en que los dibujos se hicieron, y que los códigos de construcción locales se modificaron después de permitir el diseño para estar en cumplimiento , lo que implica que los propietarios del edificio han pagado sobornos para la modificación de los códigos de construcciónlocales. El periodista recibe amenazas de todas las partes a ceder en su agresiva denuncia de las fallas del edificio.
Después de la primera alarma de incendio el jefe de la división de bomberos Mario Infantino, un jefe que se especializa en incendios a gran altura, está llamado al piso donde se inició el fuego, y le da el mando al jefe de bomberos Marck Fuchs, cuyo hijo también es un bombero en la escena. Barton y Infantino, que son amigos, trabajan para entender lo que le está sucediendo al edificio y como avanzan  las llamas a través del mal construido centro del edificio.
La historia continúa, ya que muestra los esfuerzos de los demás residentes del edificio tratando de escapar de las llamas, algunos con éxito, otros no. Un personaje es la valiente Lisolette (también aparecen en la adaptación al cine de Irwin Allen). Finalmente un número de personas que terminan en el restaurante del ático del edificio, donde están atrapados y no podían bajar. Que son finalmente rescatados con éxito por un helicóptero.
El fuego se acabó por la voladura de los tanques de agua por debajo del techo del edificio, lo que provoca que el agua caiga a través del edificio ahogando el fuego.
- Datos: Q7736716